# Édouard Clarisse
Édouard „Eddy“ Clarisse (* 27. Mai 1972) ist ein Badmintonspieler aus Mauritius. Er gehört in dieser Sportart zu den erfolgreichsten Sportlern des schwarzen Kontinents.

## Sportliche Karriere
Eddy Clarisse nahm an 1992, 1996 und 2000 an den Olympischen Spielen teil. Seine beste Platzierung erreichte er dabei mit Platz 17 im Herrendoppel 1996 und 2000. 1992, 1998 und 2000 wurde er Afrikameister.

## Erfolge
| Saison | Veranstaltung           | Disziplin    | Platz | Name                                         |
| ------ | ----------------------- | ------------ | ----- | -------------------------------------------- |
| 1992   | Afrikameisterschaft     | Herreneinzel | 1     | Eddy Clarisse                                |
| 1992   | Olympia                 | Herreneinzel | 33    | Édouard Clarisse                             |
| 1996   | Olympia                 | Mixed        | 17    | Édouard Clarisse / Marie-Josephe Jean-Pierre |
| 1996   | Olympia                 | Herrendoppel | 17    | Édouard Clarisse / Stephan Beeharry          |
| 1996   | Olympia                 | Herreneinzel | 33    | Édouard Clarisse                             |
| 1998   | Afrikameisterschaft     | Herreneinzel | 1     | Eddy Clarisse                                |
| 2000   | Afrikameisterschaft     | Herrendoppel | 1     | Denis Constantin / Eddy Clarisse             |
| 2000   | Afrikameisterschaft     | Herreneinzel | 3     | Eddy Clarisse                                |
| 2000   | Olympia                 | Herrendoppel | 17    | Édouard Clarisse / Denis Constantin          |
| 2005   | Kenya International     | Mixed        | 1     | Eddy Clarisse / Amrita Sawaram               |
| 2006   | Mauritius International | Herrendoppel | 3     | Eddy Clarisse / Stephan Beeharry             |